# キコ・マルチネス
- キコ・マルチネス
- キコ・マルティネス

キコ・マルチネス（Kiko Martínez、1986年3月7日 - ）は、スペインの元プロボクサー。バレンシア州エルチェ出身。元IBF世界スーパーバンタム級王者。元IBF世界フェザー級王者。世界2階級制覇王者

## 概要
マドリードを主要拠点にしている。アマチュア時代から強打で鳴らしており、アマチュアで戦った40戦で38のノックアウト勝利がある。スペインではボクシング人気の低下からテレビや新聞でボクシングが取り上げられることが少なくなっているが、世界王者になって地元に凱旋して行ったジェフリー・マゼブラとの初防衛戦でも、会場は満員となったがテレビ放送は全国放送はなく地元限定の放送となったことで、マルチネスは防衛を重ねることでスペインのボクシング人気を取り戻したいとしていた。

## 来歴

### スーパーバンタム級
スペインによくいるサッカー少年であったが、14歳の時に偶然入ったジムでボクシングを始める。
2004年6月11日、プロデビュー戦を3回TKO勝ち。
2005年7月15日、ベニドルムでTWBAスーパーバンタム級王者マヌエル・ゴメスと対戦し、4回KO勝ちで王座獲得に成功した。
2006年3月10日、エルチェのパビリオン・ムニシパル・エスペランサ・ラグでEBUヨーロッパ連合スーパーバンタム級王者サレム・ブアイタと対戦し、3-0（100-91、99-93×2）の判定勝ちを収め王座を獲得した。
2006年7月14日、アリカンテにてジョン・ビカイと対戦し、3-0の判定勝ちを収め初防衛に成功した。
2007年8月25日、アイルランドのダブリンにあるポイント劇場でEBUスーパーバンタム級王者のバーナード・ダンと対戦し、初回1分26秒TKO勝ちを収め王座を獲得した。
2008年3月7日、ノッティンガムのハーヴェイ・ハッデン・スタジアムでレンドール・ムンローと対戦し、プロ初黒星となる0-2（114-114、113-115×2）の判定負けを喫し初防衛に失敗、王座から陥落した。
2009年2月27日、ヨークシャー州バーンズリーのバーンズリー・メトロドームでレンドール・ムンローとダイレクトリマッチを行い、12回0-3（113-116、112-116、110-118）の判定負けを喫し王座に返り咲き出来なかった。
2009年9月25日、南アフリカ共和国ハウテン州ヨハネスブルグのナスレック・インドア ・アリーナでタカラニ・ヌドロブとIBF世界スーパーバンタム級挑戦者決定戦を行い、12回0-3（113-115、112-116、111-117）の判定負けを喫しセレスティーノ・カバジェロへの挑戦権獲得に失敗した。
2010年4月16日、カスティーリャ・レオン州バリャドリッドでフェリシアーノ・ダリオ・アズアガとWBOラテンアメリカスーパーバンタム級暫定王座決定戦を行い、3回1分12秒TKO勝ちを収め王座獲得に成功した。
2011年4月15日、マドリードのプラザ・デ・トロス・ラ・キュビエルタでジェイソン・ブースとEBUスーパーバンタム級王座決定戦を行い、10回KO勝ちを収め王座へ返り咲いた。
2012年3月9日、リヨンのパレ・デ・スポール・デ・リヨンでアルセン・マーティロスヤンと対戦し、12回TKO勝ちを収め初防衛に成功した。
2013年2月9日、ベルファストのオデッセイ・アリーナでIBFインターコンチネンタルスーパーバンタム級王者のカール・フランプトンと王座統一戦を行い、9回KO負けを喫し2度目の防衛に失敗、王座から陥落した。
2013年4月27日、ブエノスアイレスにあるエスタディオ・ホセ・アマルフィターニでダミアン・デビッド・マルシアノとWBCラテンアメリカスーパーバンタム級王座決定戦を行い、2回1分41秒TKO勝ちを収め王座獲得に成功した。
2013年8月17日、ニュージャージー州アトランティックシティにあるレベル・アトランティックシティでIBF世界スーパーバンタム級王者のジョナサン・ロメロと対戦し、6回2分40秒TKO勝ちを収め王座獲得に成功した。
2013年12月21日、エルチェのパビリオン・ムニシパル・エスペランサ・ラグにて元IBF世界スーパーバンタム級王者でIBF世界スーパーバンタム級1位のジェフリー・マゼブラと対戦し、9回2分5秒KO勝ちを収め初防衛に成功した。
2014年4月23日、大阪府大阪市中央区の大阪城ホールで元世界2階級制覇王者でIBF世界スーパーバンタム級13位の長谷川穂積と対戦し、7回1分20秒TKO勝ちを収め2度目の防衛に成功した。
2014年9月6日、ベルファストのタイタニック・クオーターでIBF世界スーパーバンタム級2位のカール・フランプトンと1年7ヶ月ぶりに対戦し、12回0-3（108-119×2、111-118）の判定負けを喫し3度目の防衛に失敗、王座から陥落した。
2015年7月18日、マンチェスターのマンチェスター・アリーナでWBA世界スーパーバンタム級レギュラー王者スコット・クィッグと対戦し、2回1分4秒TKO負けを喫しIBFに続く王座を獲得出来なかった。

### フェザー級
2016年2月27日、アナハイムのホンダ・センターで世界3階級制覇王者でWBA世界フェザー級スーパー王者のレオ・サンタ・クルスと対戦し、5回2分9秒TKO負けを喫し2階級制覇に失敗した。
2017年5月13日、リーズのファースト・ダイレクト・アリーナでWBCインターナショナルフェザー級王者のジョシュ・ワーリントンと対戦し、12回0-2（112-116×2、114-114）の判定負けを喫し王座獲得に失敗した。
2019年5月18日、バークレイズ・センターでWBC世界フェザー級王者ゲーリー・ラッセル・ジュニアと対戦し、5回TKO負けを喫し2階級制覇に失敗した。
2021年11月13日、シェフィールドでIBF世界フェザー級王者のキッド・ガラハドと対戦し、6回TKO勝ちを収め2階級制覇を達成した。
2022年3月26日、リーズのファースト・ダイレクト・アリーナでIBF世界フェザー級4位のジョシュ・ワーリントンと5根振りに対戦し、7回2分12秒TKO負けを喫し初防衛に失敗、王座から陥落した。
2023年4月8日、有明アリーナでIBF世界フェザー3位の阿部麗也とIBF世界フェザー級挑戦者決定戦を行い、12回0-3（111-117、109-119×2）の判定負けを喫しルイス・アルベルト・ロペスへの挑戦権獲得に失敗した。
2023年8月20日、現役引退を発表した。

## 獲得タイトル
- TWBAスーパーバンタム級王座
- EBUヨーロッパ連合スーパーバンタム級王座
- EBUスーパーバンタム級王座
- WBOラテンアメリカスーパーバンタム級暫定王座
- WBCラテンアメリカスーパーバンタム級王座
- IBF世界スーパーバンタム級王座（防衛2）
- EBUフェザー級王座
- IBF世界フェザー級王座（防衛0）